# Sieraków (powiat warszawski zachodni)
Sieraków – wieś w Polsce położona w województwie mazowieckim, w powiecie warszawskim zachodnim, w gminie Izabelin. Ma status sołectwa. Leży na terenie Kampinoskiego Parku Narodowego.
W latach 1975–1998 miejscowość należała administracyjnie do województwa warszawskiego.

## Historia
Nazwa miejscowości pochodzi od słowa sierak (inaczej siermięga). Pierwsze wzmianki na temat wsi pochodzą z XVIII w. W 1914 w Sierakowie powstała pierwsza w okolicy szkoła. Miejscowość zamieszkiwało wówczas ponad 600 mieszkańców w 140 domach. W czasie II wojny światowej we wsi toczyły się walki obronne Warszawy. Sieraków służył też partyzantom za schronienie.

## Transport
Sieraków znajduje się w odległości około 20 km od centrum Warszawy oraz około 4 km od Izabelina.
Ze stolicą oraz siedzibą gminy połączony jest okresowymi kursami linii 210, obsługiwanej przez ZTM Warszawa, lokalnej L18, a także weekendowej linii nocnej N58 (wszystkie kursy).
Przez wieś przebiega czarny szlak pieszy Podwarszawski Szlak Pamięci (Laski – Wólka Węglowa).